# Biosatellite–1
Biosatellite–1 amerikai biológiai tudományos műhold.

## Küldetés
A misszió célja, hogy mérési eredményeket kapjanak mikrogravitációs környezetben  az élő szervezetre ható sugárzásokról, a súlytalanság hatásairól.

## Jellemzői
Tervezte, gyártotta és üzemeltette a NASA.
Megnevezései: Biosatellite–1; Biosatellite A; Biological Satellite (Bios 1); Biology (B-1A); COSPAR:1966-114A. Kódszáma: 2632.
1966. december 14-én a Cape Canaveralról (USAF)rakétaindító bázisról, az LC–17A (LC–Launch Complex) jelű indítóállványról egy Delta–N (471/D43) hordozórakétával juttatták alacsony Föld körüli pálya (LEO = Low-Earth Orbit). Az orbitális egység pályája 90,40 perces, 33,5 fokos hajlásszögű, elliptikus pálya perigeuma 295 kilométer, az apogeuma 309 kilométer volt. Tömege 475 kilogramm.
Tudományos célját nem érte el, elégett a légkörbe. A kutatást segítették biokémiai sejtek; sejtek és szövetek (növekedés); növények és állatok (növekedés). A kísérletek tárgyai: gyümölcslegyek, béka tojások, baktériumok és a búza palánták.
1967. február 15-én 62 nap (0,17 év) után földi parancsra belépett a légkörbe és technikai okok miatt megsemmisült.